# Сорока Аркадій Васильович
Арка́дій Васи́льович Сороќа український митець, народний художник України, яскравий представник школи реалізму (нар. 25 липня 1924, Вінниця — пом. 2 вересня 2010) — український живописець; член Спілки радянських художників України з 1967 року. Заслужений художник УРСР з 1980 року, народний художник України з 2008 року. Батько художниці Світлани Нечай-Сороки.

## Життєпис
Народився 25 липня 1924 року у Вінниця у сім'ї чоботаря. Упродовж 1937—1941 років навчався в Одеському державному художньому училищі імені Митрофана Грекова у Леоніда Мучника, Данила Крайнєва, Миколи Шелюта.
З початком німецько-радянської війни добровольцем попросився на фронт, виправивши у паспорті рік народження з 1924-го на 1921-й. Навчався у Харківському авіаційному училищі зв'язку в Коканді, куди був евакуйований навчальний заклад. Через втечу одного із курсантів навчального закладу, під час його вартування, потрапив у штрафний батальйон. Брав участь у бойових діях, був поранений. Нагороджений орденом Вітчизняної війни ІІ ступеня та медалями.
З 1945 по 1946 рік працював у Москві в Комісаріаті зв'язку СРСР. Після демобілізації жив у Вінниці та працював у Художньому фонді, викладав у художніх студіях. Жив у Вінниці в будинку на вулиці Пушкіна, № 2, квартира 4. Помер 2 вересня 2010 року.

## Творчість
Працював у галузі станкового живопису у жанрах натюрморту, пейзажу, портрету; писав, жанрові та історичні картини, батальні діорами. За 65 років творчої діяльності написав понад 5 000 живописних творів та етюдів. Серед його творів:
- 1960 — «Ковалі»;
- 1960 — «Кумбари»;
- 1964 — «Український степ»;
- 1965 — «На шляхах війни»;
- 1967 — «Комунари» (Вінницький краєзнавчий музей);
- 1967 — «Донька»;
- 1969 — «Трудові будні»;
- 1969 — «Літній вечір»;
- 1970 — «Не забудемо»;
- 1971 — «Трудові будні»;
- 1972 — «Слідом за фронтом»;
- 1974 — «Лист з фронту»;
- 1974 — «Мир переможе війну»;
- 1976 — «Подолянки»;
- 1976 — «Володимир Ленін серед делегатів третього з'їзду Комсомолу»;
- 1977 — «Йшов загін»;
- 1980 — «На безіменній висоті»;
- 1980 — «Микола Пирогов біля хворого Миколи Некрасова»;
- 1982 — «Рейд Сидора Ковпака» (Чернігівський художній музей);
- 1983 — «Літак над Батьківщиною»;
- 1983 — «Останній стіг»;
- 1984 — «Черешневе свято в радгоспі імені Олександра Суворва»;
- 1985 — «Василь Порик — національний герой Франції»;
- 1987 — «Свято Івана Купала»;
- 1988 — «Останній сніг»;
- 1988 — «Сестри, сестри, горе вам»;
- 1988 — «Богдан Хмельницький з своїми соратниками»;
- 1988 — «Кармелюк»;
- 1990 — «Катерина»;
- 1994 — «Сорок перший рік»;
- 1998 — «Зустріч Тараса Шевченка з Марко Вовчок»;
- 2003 — «Юрка»;
- 2004 — «Пастущок»;
- 2004 — «Іван Богун — вінницький полковник»;
- 2004 — «Україночка»;
- 2005 — «Гуси»;
- 2005 — «Осінній натюрморт»;
- 2006 — «Осінній букет»;
- 2006 — «Подружки»;
- 2007 — «Бабусине свято»;
- 2007 — «Бій Богдана Хмельницького під Жовтими Водами»;
- 2008 — «Друзі»;
- 2008 — «Дівочі секрети»;
- 2009 — «Букет»;
- 2009 — «Калина»;
- 2009 — «Козаки ідуть»;
- 2009 — «Наречена».

Брав участь в обласних мистецьких виставках з 1951 року, всеукраїнських та всесоюзних з 1954 року. Виставляв свої роботи на виставці вінницьких художників у Києві у 1997 і 2003 роках, міжрегіональній виставці «Артгалера». Персональні виставки відбулися Вінницькому обласному художньому музеї у 2003 році; київській галереї «Кроки назустріч» теж у 2003 році; виставковій залі відділу мистецтв Вінницької обласної універсальної наукової бібліотеки імені К. А. Тімірязєва у 2007 році.
Роботи художника зберігаються у Вінницькому обласному художньому музеї, Донецькому обласному художньому музеї, Музеї мистецтв Прикарпаття в Івано-Франківську, Луганському обласному художньому музеї, Тернопільському обласному художньому музеї, Чернігівському художньому музеї імені Григорія Галагана, Національному музеї-садибі Миколи Пирогова у Вінницї, Хмельницький обласний художній музей, Ямпільському музеї образотворчого мистецтва, приватних галереях та колекціях в Україні, Росії, Великій Британії, Франції, Польщі, Німеччині, Бельгії, Греції, Іспанії та в інших країнах.
Його ім'я занесено в список Лондонського видання каталогу 1989 року «Російські та радянські художники з 1900 по 1980 роки».